# Isolino Vaz
Isolino Vaz (Madalena, Vila Nova de Gaia, 23 de abril de 1922 — Lisboa, 21 de julho de 1992) foi um Pintor de Arte e professor português.

## Biografia
1922 
Nasceu na freguesia da Madalena, em Vila Nova de Gaia, a 23 de Abril 
1930 
Iniciou os estudos na Escola Primária da Madalena, em V. N. Gaia 
1935 
Ingressou na Escola Industrial de Arte Aplicada de Faria Guimarães, no Porto, onde obteve vários prémios 
1940 
Começou a trabalhar na Empresa Electro-Cerâmica (secção de pintura), Candal, Gaia 
Desenhou o primeiro retrato 
1943 
Ingressou na Escola Superior de Belas-Artes do Porto (ESBAP) 
2.º Prémio José da Costa Meireles Rodrigues Júnior - ESBAP 
1944 
1.º Prémio José da Costa Meireles Rodrigues Júnior - ESBAP 
1945 
1.º Prémio - Câmara Municipal de V. N. Gaia - Pensão anual 
1946 
1.º Prémio – Legado Ventura Terra – ESBAP – Porto 
Professor na Escola Industrial de Arte Aplicada de Faria Guimarães, Porto 
Ilustrou uma colecção de postais alusivos à cidade do Porto 
1948 
Exposição individual - 1.ª Exposição de Retratos – Galeria Portugália, Porto (dedicada aos Mestres Joaquim Lopes e Dordio Gomes) 
Participou em visita de estudo ao Norte de Espanha 
1949 
Exposição colectiva - 1.º Salão de Artes Decorativas, promovido pelo Secretariado Nacional de Informação (SNI) 
1950 
Iniciou a colaboração como Ilustrador na revista «O Tripeiro» 
Exposição individual – 2.ª Exposição de Retratos – Galeria Portugália, Porto 
Professor na Escola de Artes Decorativas Soares dos Reis, no Porto 
1951 
Prémio das «Três Artes» - ESBAP – Porto 
1952 
Primeiro classificado por cinco vezes nos concursos da ESBAP 
Segundo classificado por onze vezes nos concursos da ESBAP 
Terceiro classificado por duas vezes nos concursos da ESBAP 
Ilustrou uma colecção de cartões de Boas-Festas 
Prémio Rotary Club 
1953 
Primeiro classificado por três vezes nos concursos da ESBAP 
Segundo classificado por cinco vezes nos concursos da ESBAP 
Terceiro classificado por duas vezes nos concursos da ESBAP 
Exposição colectiva – II Exposição Magna da ESBAP 
Prémio da Academia Nacional de Belas-Artes (ANBA) Barão de Castelo de Paiva 
Prémio das «Três Artes» - ESBAP 
Iniciou a colaboração no Boletim dos «Amigos do Porto» 
1954 
Primeiro classificado por duas vezes nos concursos da ESBAP 
Segundo classificado por três vezes nos concursos da ESBAP 
Prémio Marques de Oliveira - Desenho - Prémio Nacional do SNI 
2.ª Medalha da SNBA - Desenho 
Exposição Colectiva - Escola de Artes Decorativas Soares dos Reis – Porto 
Executou o painel «Assunção da Virgem» para a Igreja de Pinhovêlo, Macedo de Cavaleiros 
Exposição colectiva – X Exposição de Arte Contemporânea dos Artistas do Norte - SNI - Porto 
Exposição colectiva - Exposição de Arte Moderna – Lisboa 
Exposição colectiva – Salão de Inverno - SNBA - Lisboa 
Exposição colectiva – Salão Nobre do Teatro S. João – Porto 
Exposição colectiva - III Exposição Magna – ESBAP 
Exposição colectiva - Academia Dominguez Alvarez - Porto 
Prémio Rodrigues Soares - Pintura - ESBAP 
1955 
Orientou a visita de estudo da Escola de Artes Decorativas Soares dos Reis à Casa-Forte da Biblioteca do Porto 
Participou na visita de estudo da Escola de Artes Decorativas Soares dos Reis ao Museu Soares dos Reis 
Exposição colectiva – IV Exposição Magna – ESBAP 
Exposição colectiva – Salão de Primavera – SNBA – Lisboa 
Exposição colectiva – IV Congresso Nacional de Pesca – 
Exposição Iconográfica das Pescas – Lisboa 
Exposição colectiva – XI Exposição de Arte Contemporânea dos Artistas do Norte – SNI – Porto 
Participou na visita de estudo da Escola Industrial de Artes Aplicadas Faria Guimarães ao Atelier do Mestre A. Lino 
Ilustrou o livro «Prendendo a Vida», de Aurora Jardim 
Exposição colectiva – Salão de Março – SNBA – Lisboa 
1.ª Medalha da ESBAP 
Prémio José Malhoa – SNBA 
Participou em visitas à Holanda, Bélgica, França e Espanha 
Participou na palestra «Impressões de Viagem», na ESBAP 
Júri de admissão e classificação do 2.º Salão de Arte Fotográfica – Porto 
1956 
Exposição colectiva – Exposição da Vida e da Arte Portuguesas - Lourenço Marques – Moçambique 
Exposição colectiva – Salão de Primavera – SNBA – Lisboa 
Iniciou a colaboração como Ilustrador na revista "Lusíada" 
Participou na conferência «Panorama de Arte», na Escola Industrial e Comercial de Gaia 
Ilustrou o livro «Memórias da Minha Infância», de Amélia Vilar 
Exposição colectiva – V Exposição Magna – ESBAP 
Colaborou e ilustrou nas revistas da Associação Fotográfica do Porto 
Exposição individual – Ateneu Comercial do Porto 
Participou em viagem de estudo a Espanha e França 
Apresentou a sua Tese de Pintura, «Emigrantes», que termina com 19 valores, a nota mais alta de Curso 
Participou na conferência «Impressões de Arte», na Escola Industrial e Comercial de Gaia 
Participou em palestra sobre Arte Moderna na Radiodifusão Francesa 
Orientou a visita de estudo da Escola Industrial e Comercial de Gaia e da ESBAP a Aveiro 
1957 
Exposição colectiva – Exposição de Cerâmica da Escola Industrial e Comercial de Gaia 
Orientou uma visita de estudo da Escola Industrial e Comercial de Gaia ao Museu Soares dos Reis, Porto 
3.ª Medalha de Pintura a Óleo da SNBA – Lisboa 
Exposição colectiva – 1.ª Exposição-Pórtico – de Gravura Portuguesa Contemporânea 
Visitou Vila Viçosa a convite da Fundação da Casa de Bragança 
Exposição colectiva – XII Exposição de Arte Contemporânea dos Artistas do Norte – Porto 
Pintou um painel a fresco no Palácio da Justiça do Porto 
Exposição colectiva – Salão de Primavera – SNBA – Lisboa 
Ilustrador do Boletim do C.A.T. dos Empregados do BBI 
Desenhou a nanquim as Armas-de-Fé de D. Francisco Maria da Silva, eleito Bispo Auxiliar de Braga 
Exposição colectiva – V Exposição de Cerâmica Moderna – SNI – Lisboa 
Exposição colectiva – Exposição de Gravura Portuguesa Contemporânea 
1958 
Mostra de Desenhos e Aguarelas na Associação Fotográfica do Porto 
Exposição colectiva – Integrado na Representação Nacional de 
Cerâmica na Exposição Internacional 1958 da Academia Internacional de Cerâmica
Participou em visita de estudo a França, Dinamarca, Suíça, Alemanha e Bélgica 
Ilustrou o Catálogo Geral da Livraria Simões, Porto 
Ilustrou algumas obras sobre automóveis, de Fernando Amaral 
Ilustrou a capa do livro «Querida», de Amélia Vilar 
Exposição colectiva – 1.ª Exposição de Arte Contemporânea - de Matosinhos 
Exposição colectiva – XXI Salão de Inverno - SNBA – Lisboa 
Coordenador da Secção Cultural para a Juventude do Clube Fenianos Portuenses 
Exposição a Dois – Galeria «DN» – Lisboa 
Participou no programa «Galeria de Arte» da RTP 
Júri de Belas-Artes no Dia das Colectividades, Feira Popular do Porto 
Exposição colectiva – I Exposição de Pintura a Óleo de Vila Real 
Coordenou uma visita de estudo às instalações das Minas do Pejão, organizada pelo Clube Fenianos Portuenses 
Exposição colectiva – Salão de Primavera – SNBA – Lisboa 
Iniciou a colaboração como Ilustrador no «Almanaque Ilustrado», de Fafe 
Exposição colectiva – XIII Exposição de Arte Contemporânea dos Artistas do Norte, organizada pelo SNI 
Participou em Palestra no Clube Fenianos Portuenses 
Iniciou a colaboração como Ilustrador na revista «O Pejão» 
Iniciou a colaboração como Ilustrador na revista «Lá Vamos» 
1959 
Exposição colectiva – I Salão de Artes Plásticas para Mineiros «A Arte e a Mina» - Pejão 
Direcção artística e colaboração na obra «Janelas Portuguesas» 
Prefaciou o catálogo da Exposição de Pintura de Guima 
Júri de classificação de concurso artístico organizado pelo SNI 
Pintou o Fresco «Fundação do Tribunal do Comércio», Palácio da Justiça, Porto 
Ilustrou a capa e o livro «Elegia Mais Longa», de Alberto Uva 
Restauro artístico da Igreja dos Congregados, Porto 
Prefaciou e caricaturou para o catálogo dos expositores Jaime Palmela, Udo Kösle e Alberto Guimarães 
Ilustrou as obras discográficas «Ferreira de Castro», «Aquilino Ribeiro» e «Natal» 
Iniciou a colaboração como Ilustrador na revista «Oliva» 
1960 
Exposição colectiva – Exposição Comemorativa do V Centenário do Infante D. Henrique - Escola de Artes Decorativas Soares dos Reis, Porto 
Referenciado na Grande Enciclopédia Portuguesa e Brasileira 
Prefaciou o catálogo da Exposição Colectiva do Centro Ramalho Ortigão 
Coordenou uma visita de estudo dos alunos do Centro Ramalho Ortigão a Aveiro 
Colaborou na Tese de Mário Silva, vencedora do Prémio Nacional de Cerâmica 
Exposição colectiva - Exposição Internacional de Cerâmica, Genebra, Suíça 
1961 
Exposição individual - Retratos - Associação dos Jornalistas e Homens de Letras do Porto 
Coordenou a visita cultural à Casa-Museu Teixeira Lopes, em Gaia 
Editor do mensário de iniciação cultural «O Meu Amigo» 
Ilustrou a capa e o livro «Aguarela Verde», de Amélia Vilar 
1962 
Coordenou a visita de estudo que alunos do Centro Ramalho Ortigão, Escola Industrial de Gaia e de Artes Decorativas Soares dos Reis efectuaram à Casa-Oficina Oliveira Ferreira, em Gaia 
Ilustrou e prefaciou o catálogo da Exposição de Cerâmica de Mário Silva 
Ilustrou o livro «Lendas de Portugal», de Gentil Marques 
1963 
Ilustrou uma colecção de cartões de Boas-Festas e a obra discográfica «Fátima - Cânticos»
Coordenou uma visita de estudo, organizada pelo jornal «O Meu Amigo», à Casa-Museu Teixeira Lopes 
Caricaturou os finalistas do Colégio Internato dos Carvalhos, Gaia 
Ilustrou a capa do livro de poemas «Bailado de Sombras», de Morenito Rebelo
Convidado pelo SNI para o V Salão dos Novíssimos (convite que recusou) 
1964 
Coordenou uma visita de estudo da Associação de Cegos à Casa-Oficina Oliveira Ferreira, em Miramar, patrocinada pelo jornal «O Meu Amigo» 
Júri do Concurso Fotográfico «O Românico e o seu Ambiente», organizado pelo Ateneu do Porto em colaboração com a Associação Fotográfica 
Iniciou a colaboração como Ilustrador no «Jornal Feminino» 
Orientou a visita de estudo promovida pela Associação Cultural «Amigos do Porto» à Casa-Oficina do Escultor Oliveira Ferreira 
1965 
Ilustrou o livro «Florbela Espanca», de Maria Alexandrina 
Ilustrou uma colecção de postais alusivos ao Porto 
1966 
Exposição colectiva - Exposição dos Prémios do SNI – Lisboa 
Integrou a Comissão Organizadora da Exposição Colectiva de Artistas Angolanos «A Arte de um Povo de Angola – Quiocos de Lunda», Casa do Infante, Porto 
Coordenou visita de estudo da Associação de Cegos do Norte à Exposição de Artistas Angolanos 
Ilustrou o livro «A Minha Antologia», de Amélia Vilar 
1967 
Exposição a Dois – Exposição no Ateneu do Porto 
Membro da Direcção e Redacção do Boletim Cultural de Gaia, do Grupo dos Amigos do Mosteiro da Serra do Pilar, Gaia 
Participou no Colóquio «Como Criticar a Obra de Arte», no Instituto Cultural do Porto 
Executou a medalha comemorativa do 90.º Aniversário dos Bombeiros Voluntários do Porto
Executou 10 vitrais para a Igreja de Santo Ildefonso, Porto 
1968 
Integrou a organização da 2.ª Exposição de Pintura do Clube Fenianos Portuenses, Porto 
Executou a ilustração «Estação de Campanhã» para os Caminhos-de-Ferro Portugueses 
Participou em palestra no Clube Fenianos Portuenses, no âmbito da 2.ª Exposição de Pintura 
1969 
Exposição colectiva – I Exposição de Antiquários – Porto 
Ilustrou e colaborou no Catálogo da I Exposição de Antiquários - Porto 
Exposição individual – Auto-Retratos – no Orfeão de Valadares, Gaia 
Ilustrou a «História de Portugal» para a 4.ª classe, Edições Despertar 
Participou em conferência sobre Arte, no Orfeão de Valadares, Gaia, no âmbito da Exposição de Auto-Retratos 
1970 
Iniciou a colaboração como Ilustrador na revista «Portugal D'Aquém e D'Além Mar» 
Executou uma tela a óleo (cortina), para o Altar-Mor da igreja do Louro, Famalicão 
Esculpiu uma figura de Cristo para a Capela Nova da Madalena, Gaia 
1971 
Desenhou 9 selos para o Paraguai sob o tema da Adesão às Olimpíadas de Munique/1972 
1972 
Ilustração e direcção gráfica da obra «Camilo e a Tragédia dos seus Olhos», de Rufino Ribeiro 
Executou a Medalha «Salvemos o Mundo - contra a poluição», Valadares, Gaia 
1973 
Exposição individual - Orfeão da Madalena, Gaia 
Executou a medalha comemorativa do 25.º Aniversário da Cooperativa «Lar Económico» 
Exposição colectiva - «O Ensino de Belas-Artes» - Património da ESBAP - Porto 
1974 
Correu 16 km na pista de cinza do Estádio das Antas, no Porto, contra o tabaco, a droga, o álcool e a vida sedentária 
Prefaciou o catálogo de Exposição da Pintora Manuela Coutinho 
Ilustrou os livros de leitura para a 1.ª classe, Lello, S.A.R.L., Luanda 
Exposição colectiva – Exposição de Outono «Nova Fase» - Galeria Arte Nova, Porto 
Ilustrou o postal e cartaz «48 anos - Fascismo, Miséria e Terror» 
Executou medalha comemorativa do 25 de Abril 
Exposição individual - Galeria Arte Nova - Porto 
1975 
Executou a medalha comemorativa do Centenário dos Caminhos-de-Ferro 
Correu 20 km no Estádio do Benfica, em Lisboa, por motivos de carácter pedagógicos 
Executou a medalha comemorativa do Centenário dos Bombeiros Voluntários do Porto 
Ilustrou a capa e prefaciou o catálogo da Exposição de Manuela Coutinho 
Executou medalha comemorativa do I Aniversário do 25 de Abril, «Povo» 
Seleccionado pelo Centro de Arte Contemporânea do Norte na sequência do levantamento da Arte Moderna do século XX 
Executou a medalha alusiva ao cinquentenário da Liga Portuguesa de Profilaxia Social 
Participou numa sessão de esclarecimento político e candidato à Assembleia Constituinte 
Executou a medalha comemorativa do centenário da Igreja Paroquial de Valadares, Gaia 
Integrou a Comissão Executiva do I Centenário da Igreja de Valadares 
1976 
Colaborou como Ilustrador no Boletim da Associação Cultural «Amigos de Gaia» 
Correu 25 km no Estádio das Antas, no Porto, como alerta à juventude contra os vícios da sociedade moderna 
Orientou visita guiada à Casa-Museu Teixeira Lopes 
Ilustrou a revista «Idealeda» 
1977 
Exposição individual – Casa-Museu Teixeira Lopes, Gaia, organizada pela Associação Cultural «Amigos de Gaia» e patrocinada pela Câmara Municipal de V. N. Gaia, em homenagem ao Mestre 
Encerramento da Exposição na Casa-Museu Teixeira Lopes com uma palestra do Dr. Alberto Uva sobre a vida e a obra de Isolino Vaz, e a projecção de uma curta-metragem sobre uma obra do Pintor 
Participou na I Légua-Convívio e Mini-Maratona na Escola Secundária dos Carvalhos 
1978 
Executou a medalha comemorativa da inauguração do novo quartel dos Bombeiros de Valadares 
Referenciado no Dicionário Bibliográfico «Artistas Portugueses do Século XX», de Michael Tannock, Londres 
Ilustrou a capa do catálogo e o cartaz da Exposição de Arte Religiosa do concelho de Gaia – Casa-Museu Teixeira Lopes 
Correu 25 km na Escola Secundária dos Carvalhos 
Executou retrato de Bento de Jesus Caraça 
1979 
Exposição colectiva – Escola Secundária dos Carvalhos 
Criou cinco azulejos para a Associação «Amigos de Gaia» 
Executou ilustração para o IX Congresso da Escola de Pais Nacional 
1980 
Exposição individual – Escola Secundária dos Carvalhos 
Executou ilustração para o Encontro Nacional de Andebol – Iniciados 
Participou em prova desportiva de 30 km na Escola Preparatória de Valadares 
Executou a medalha comemorativa do Cinquentenário de «O Comércio de Gaia» 
1981 
Exposição colectiva – Leilão de obras de Arte da Associação dos Amigos de Ferreira de Castro – Porto 
Exposição colectiva – Campanha de solidariedade com as vítimas da seca em Moçambique - Cooperativa Árvore, Porto 
Mostra de obras no Dia Cultural da Escola Secundária Dr. Manuel Laranjeira 
Correu a Maratona 
1982 
Executou ilustração para o Centro de Dia da 3.ª Idade, Torne, Gaia 
Participou em Meia-Maratona na Escola Preparatória de Valadares 
Executou a medalha comemorativa do Centenário da Associação Vilanovense de Socorro Mútuo, Gaia 
Exposição individual – Mostra na Escola Preparatória Soares dos Reis – Gaia 
Participou em debate sobre Arte na Escola Preparatória Soares dos Reis, Gaia 
Exposição colectiva - «O Retrato», alusivo a Diogo de Macedo e António Teixeira Lopes – Gaia 
1983 
Executou a medalha comemorativa do 50.º Aniversário da Biblioteca Municipal e da Casa-Museu Teixeira Lopes – Gaia 
Participou nas «24 Horas de Valadares» – Semana Cultural 
Exposição colectiva – Leilão de Obras de Arte da Associação dos Amigos de Ferreira de Castro – Porto (Clube Fenianos Portuenses) 
Executou as Armas-de-Fé de D. José Augusto Pedreira – Ordenação Episcopal 
Exposição colectiva – 1.ª Exposição Colectiva dos Artistas de Gaia – Casa-Museu Teixeira Lopes, Gaia 
Executou vitrais para a Capela do Monte da Virgem, Gaia 
1984 
Colaborou na «2.ª Semana Aberta» integrada nas comemorações do 1.º Centenário da Escola Infante D. Henrique, Porto 
Exposição colectiva – Centro Cívico do Clube Fenianos Portuenses. Prefaciou o catálogo 
Exposição colectiva - «O Retrato» - Artistas de Gaia, Casa-Museu Teixeira Lopes – Gaia 
Exposição colectiva - 1.º Salão de Artes Plásticas de Gaia – Rotary Club de Gaia 
1985 
Exposição individual - Escola Secundária de Valadares – Gaia 
Exposição colectiva - «Amnesty International» - Mercado Ferreira Borges, Porto 
1986 
Professor de Arte e Design na Escola Marquês de Pombal, Lisboa 
Executou a medalha comemorativa do Centenário da Escola Marquês de Pombal, Lisboa. Criação de postal e cartaz 
Exposição individual – Escola Marquês de Pombal – Lisboa 
Exposição colectiva – I Exposição de Poemas Ilustrados – AEG – Biblioteca de Gaia 
1987 
Exposição individual – The 3rd International Symposium on Clinical Haemorheology - Sintra 
Exposição colectiva – Comemorações do 75.º Aniversário da Universidade do Porto, Museu Soares dos Reis – Porto – Património da ESBAP e da Faculdade de Arquitectura da UP 
Exposição individual – Escola Marquês de Pombal - 12 ilustrações a pena dos «Contos Serranos», do Dr. João Isabel, Lisboa 
Participou na Corrida Contra o Fumo – Escola Marquês de Pombal, Lisboa 
Ilustrou o livro «O Cão da Serra da Estrela», de Jerónimo Augusto 
Participou na III Corrida do Desejo – 24 Horas da Marquês, Escola Marquês de Pombal. Criação de cartaz 
1988 
Executou medalha «Contra a Poluição», cunhada em bronze, prata e ouro 
Editou colecção de postais a partir das ilustrações para o livro do Dr. João Isabel 
Executou vitrais do edifício da Câmara de Manteigas 
2.º Prémio no Salão Nacional de Caricatura de Porto de Mós 
Ilustrou o livro «Contos Serranos», do Dr. João Isabel 
Participou nas Voltas à Marquês contra o Tabaco – Lisboa 
Exposição individual – Escola Marquês de Pombal – Lisboa 
1.º Prémio de caricatura sobre Camilo Castelo Branco, da Câmara de Vila Real 
Exposição colectiva – Instituto Franco-Português, com caricaturas de Siné e desenhos dos premiados nos dois Salões Nacionais de Caricatura 
Entrevistado na RTP sobre o 1.º Prémio de Caricatura 
1989 
Exposição colectiva – Diálogo com a Arte – Museu Leopoldo Battistini e Escola Marquês de Pombal – Lisboa 
Exposição colectiva - Da colecção de Obras de Arte do Pintor Rufino Ribeiro – Salão Nobre dos Bombeiros de Vale de Cambra 
1990 
Correu 16 km – Lisboa 
Editou postal com caricatura de Camilo Castelo Branco, no âmbito das Jornadas Camilianas – Vila Real 
Emissão de litografia com retrato inédito de Camilo Castelo Branco 
Exposição individual – Museu de Faro – Retrospectiva dos 50 Anos de Actividade, no âmbito das Comemorações do 450.º Aniversário da Cidade de Faro 
Exposição colectiva – 1.º Encontro de Artes e Letras de Mesão Frio – Retrato de Domingos Monteiro 
Participou na palestra «A Arte e a Escola», no encerramento do 1.º Encontro de Artes e Letras de Mesão Frio 
1991 
Exposição colectiva – Galeria Lóios, Porto 
Ilustrou a obra «A Primeira Aventura de Paúl», de Joaquim Saraiva 
Exposição colectiva – 2.º Encontro de Artes e Letras de Mesão Frio 
Exposição colectiva – Sabugal 
Sócio-fundador da Sociedade Africanológica de Língua Portuguesa Exposição colectiva – Gaiarte - Gaia 
1992 
Exposição individual – 1.º Encontro de História Contemporânea (ISHT), no Castelo de S. Jorge, Lisboa 
Participou na palestra «Eu e Miguel Torga», na Escola Secundária de Alvide 
Ilustrou a obra poética «Ressureição», de Carlos Carranca 
Exposição colectiva - «O Renascer de Uma Região», Faro 
Ilustrou a Revista «Antero», comemorativa do Centenário da morte de Antero de Quental 
Ilustrou número do Jornal «O Viajante», de apoio à candidatura de Miguel Torga ao Nobel da Literatura 
Referenciado no «Dicionário dos Artistas Portugueses», de Fernando Pamplona 
Faleceu no Hospital da Cruz Vermelha, em Lisboa, às 07 horas do dia 21 de Julho 

São da sua autoria as seguintes obras:
- Armas-de-Fé de D. Francisco Maria da Silva;
- Bispo Auxiliar de Braga (1957);
- o fresco Fundação do Tribunal do Comércio, para o Palácio da Justiça do Porto (1959);
- tela a óleo para o Altar-Mor da igreja do Louro em Famalicão (1970);
- retrato de Bento de Jesus Caraça (1978);
- Armas-de-Fé de D. José Augusto Pedreira.

Foi autor de inúmeras ilustrações para publicações periódicas, como:
- o jornal O Tripeiro;
- número especial d'O Viajante;
- apoio à candidatura de Miguel Torga ao Nobel da Literatura (1992);
- o Boletim da Associação Cultural «Amigos de Gaia»;
- revista Idealeda;
- revista Lusíada;
- revista Antero;
- Boletim do C.A.T.;
- Boletim dos Empregados do BBI;
- catálogos de livrarias e exposições.

Para além da pintura e desenho dedicou-se também à escultura e à arte dos vitrais, sendo da sua autoria a execução de 10 vitrais para a Igreja de Santo Ildefonso, no Porto (1967), os vitrais da Capela do Monte da Virgem, em Vila Nova de Gaia (1983) e os vitrais do edifício da Câmara de Manteigas (1988), esculpiu, ainda, uma figura de Cristo para a Capela Nova da Madalena, em Vila Nova de Gaia (1970).
Faleceu no Hospital da Cruz Vermelha, em Lisboa, a 21 de Julho de 1992.